# Els Rossinyolets
Els Rossinyolets és una cobla de Castelló d'Empúries formada l'any 1924 per l'Escola Municipal de Música Antoni Agramont de Castelló d'Empúries i impulsada pel senyor Joan Masó i, després de la seva mort, pel professor Baldomer Pastells ("l'Avi Rau") fundador també de la Cobla-orquestra Els Rossinyols.
En la formació de la cobla cap dels músics sobrepassava els quinze anys. La primera audició va ser a l'antic Hospital de Santa Llúcia de Castelló d'Empúries. Poc després van fer una actuació a Besiers (França). Va ser tant com van agradar a l'actuació de Besiers que els van fer honor d'una estàtua de bronze, recollida pel seu professor Baldomer Pastells.
A poc a poc el grup Els Rossinyolets s'anaven escampant per tot arreu sol·licitats per formar orquestres, entrant en conjunts musicals, dedicant-se de ple a la professió. Altres en canvi van deixar de costat la música i es van dedicar a altres oficis, així que, l'any 1929 la cobla Els Rossinyolets es va dissoldre.
L'any 1994 Pere Cortada i Carbonell va tornar a formar la cobla amb nous integrants com Joan Bofill Grau, Marc Badosa, instrumentista de tenora o l'instrumentista Marc Timón, que a part de tocar el tible en la cobla, toca el piano i ensenya a l'Escola Municipal de Música Antoni Agramont de Castelló d'Empúries. Els Rossinyolets sempre han estat acompanyats i ajudats per l'escola.
El 2001 presentaren el primer disc-compacte amb el títol Sardanes a Castelló d'Empúries, recorrent més d'un segle de música per a cobla amb obres d'autors castellonins, des d'Antoni Agramont fins a Marc Timón i Joan Bardés, que en l'actualitat han heretat la tradició dels seus antecessors.